# المدمرة الألمانية زد33
زد 33 هي مدمرة ألمانية شهدت الخدمة خلال الحرب العالمية الثانية.كلفت بمهمة في كريغسمرين في فبراير عام 1943 وخدمت في المياه  النرويجية حتى مارس 1945. وقد خرجت من الخدمة من كريغسمرين في أواخر أبريل 1945 ولكن تم تسليمها إلى الاتحاد السوفيتي في ديسمبر من نفس العام.عملت في وقت لاحق مع القوات البحرية السوفياتية باسم  Provornyy  حتى أبريل 1955 عندما تم تحويلها إلى سفينة الإقامة. وكانت قد تضررت بشدة من جراء إطلاق النار في عام 1960 وإستبعدت في عام 1962.